# Distretto di Rezina
Il distretto di Rezina è uno dei 32 distretti della Moldavia, il capoluogo è la città di Rezina.

## Società

### Evoluzione demografica
In base ai dati del censimento, la popolazione è così divisa dal punto di vista etnico:
| Etnia       | Abitanti | %     |
| ----------- | -------- | ----- |
| Moldavi     | 44.721   | 92,96 |
| Ucraini     | 1.691    | 3,52  |
| Russi       | 1.093    | 2,27  |
| Gagauzi     | 34       | 0,07  |
| Bulgari     | 40       | 0,08  |
| Rumeni      | 375      | 0,78  |
| Altre etnie | 151      | 0,31  |

## Geografia antropica

### Suddivisioni amministrative

#### Città
- Rezina

#### Comuni
1. Bușăuca
2. Cinișeuți
3. Cogîlniceni
4. Cuizăuca
5. Echimăuți
6. Ghiduleni
7. Gordinești
8. Horodiște
9. Ignăței
10. Lalova
11. Lipceni
12. Mateuți
13. Meșeni
14. Mincenii de Jos
15. Otac
16. Păpăuți
17. Peciște
18. Pereni
19. Pripiceni-Răzeși
20. Saharna Nouă
21. Sîrcova
22. Solonceni
23. Trifești
24. Țareuca